# Todirostrum chrysocrotaphum
El titirijí cejiamarillo (Todirostrum chrysocrotaphum), también denominado espatulilla de ceja amarilla (en Perú), espatulilla cejiamarilla (en Ecuador), espatulilla collareja (en Colombia) o titirijí de cejas amarillas, es una especie de ave paseriforme de la familia Tyrannidae perteneciente al género Todirostrum. Es nativo de América del Sur, en la cuenca del Amazonas.

## Distribución y hábitat
Se distribuye desde el sureste de Colombia hacia el este al norte del río Amazonas, hasta la margen occidental del río Negro, y hacia el sur por el este de Ecuador, este de Perú, hasta el centro de Bolivia y hacia el este, al sur del Amazonas, por la Amazonia brasileña hasta el este de Pará y norte de Maranhão; la especie se registra en Venezuela.
Esta inconspicua especie es considerada poco común en sus hábitats naturales: el dosel y los bordes de selvas húmedas y claros adyacentes, principalmente por debajo de los 600 m de altitud, algunas pocas hasta los 1100 m.

## Sistemática

### Descripción original
La especie T. chrysocrotaphum fue descrita por primera vez por el ornitólogo británico Hugh Edwin Strickland en 1850 bajo el mismo nombre científico; su localidad tipo es: «Perú».

### Etimología
El nombre genérico neutro «Todirostrum» es una combinación del género Todus y de la palabra del latín «rostrum» que significa ‘pico’; y el nombre de la especie «chrysocrotaphum» se compone de las palabras del griego «khrusos»  que significa ‘oro’, y «krotaphos» que significa ‘lados de la cabeza’, ‘témporas’.

### Taxonomía
Algunas veces ha sido tratada como conespecífica con  Todirostrum nigriceps y T. pictum, pero difieren en la morfología.

### Subespecies
Según las clasificaciones del Congreso Ornitológico Internacional (IOC)  y Clements Checklist/eBird se reconocen cinco subespecies, con su correspondiente distribución geográfica:
- Todirostrum chrysocrotaphum guttatum Pelzeln, 1868 – Colombia (al sur desde el oeste de Meta y Guainía) y noroeste de Brasil (norte del río Amazonas, este del Negro) al sur hasta el este de Ecuador y extremo noreste de Perú (noreste de Loreto).
- Todirostrum chrysocrotaphum neglectum Carriker, 1932 – este de Perú, suroeste de la Amazonia brasileña (al sur del Amazonas, al este hasta el Madeira) y norte de Bolivia.
- Todirostrum chrysocrotaphum chrysocrotaphum Strickland, 1850 – norte de Perú y oeste de la Amazonia brasileña (al sur del Amazonas, al este hasta Tefé).
- Todirostrum chrysocrotaphum simile J.T. Zimmer, 1940 – margen izquierda del río Tapajós, en el oeste de Pará (centro norte de Brasil).
- Todirostrum chrysocrotaphum illigeri (Cabanis & Heine), 1860 – noreste de Brasil desde la margen derecha del Tapajós al este hasta el norte de Maranhão.